# Afyonkarahisar (provincie)
Afyonkarahisar of Afyon is een provincie in Turkije. De provincie is 14.532 km² groot en telde op 31 december 2019 zo'n 729.483 inwoners. De gelijknamige provinciehoofdstad Afyonkarahisar, met de nabijgelegen dorpen, telde 306.908 inwoners.

## Geografie
Afyonkarahisar bevindt zich in het westen van Klein-Azië en behoort tot de Egeïsche regio (Ege Bölgesi) van Turkije.

## Bevolking
Op 1 januari 2019 telde de provincie Afyonkarahisar 729.483 inwoners.
| Bevolking | 120.398 | 316.034 | 372.273 | 459.115 | 542.111 | 597.516 | 739.223 | 812.416 | 697.559 | 729.483 |

## Bestuurlijke indeling

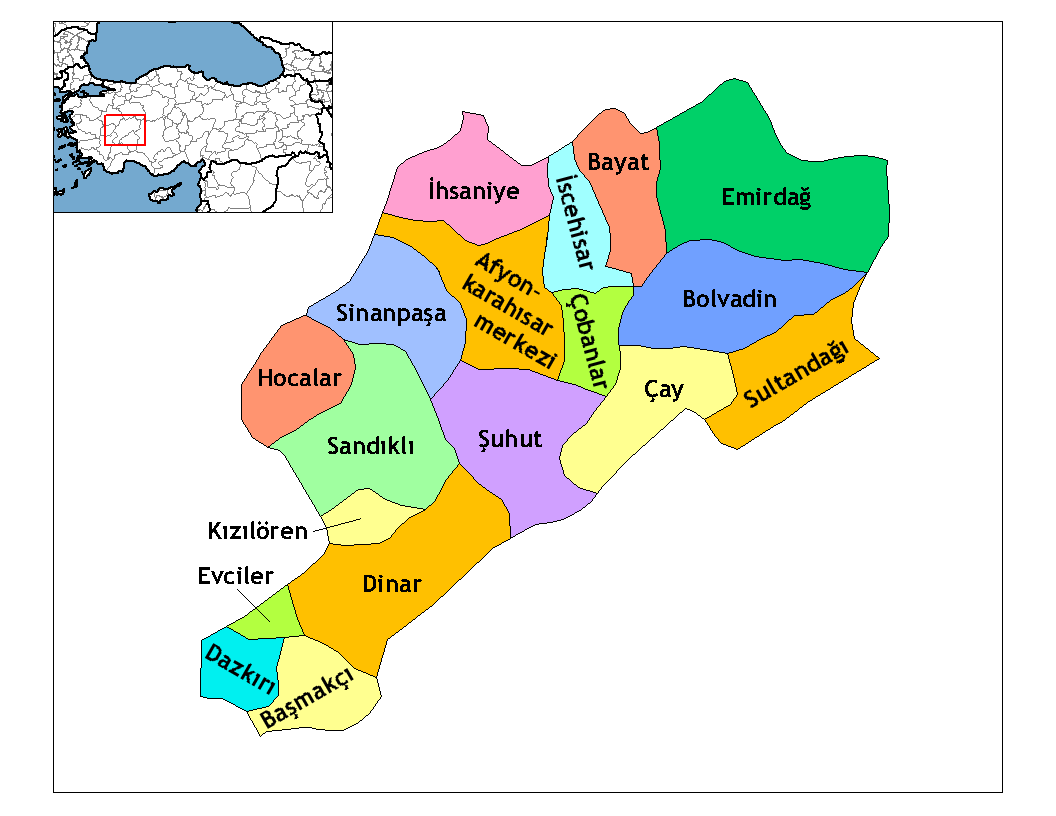
Districten van Afyonkarahisar

### Districten
De provincie bestaat uit de volgende 18 districten:
| - Afyonkarahisar - Başmakçı - Bayat - Bolvadin - Çay - Çobanlar | - Dazkırı - Dinar - Emirdağ - Evciler - Hocalar - İhsaniye | - İscehisar - Kızılören - Sandıklı - Sinanpaşa - Sultandağı - Şuhut |

## Galerij

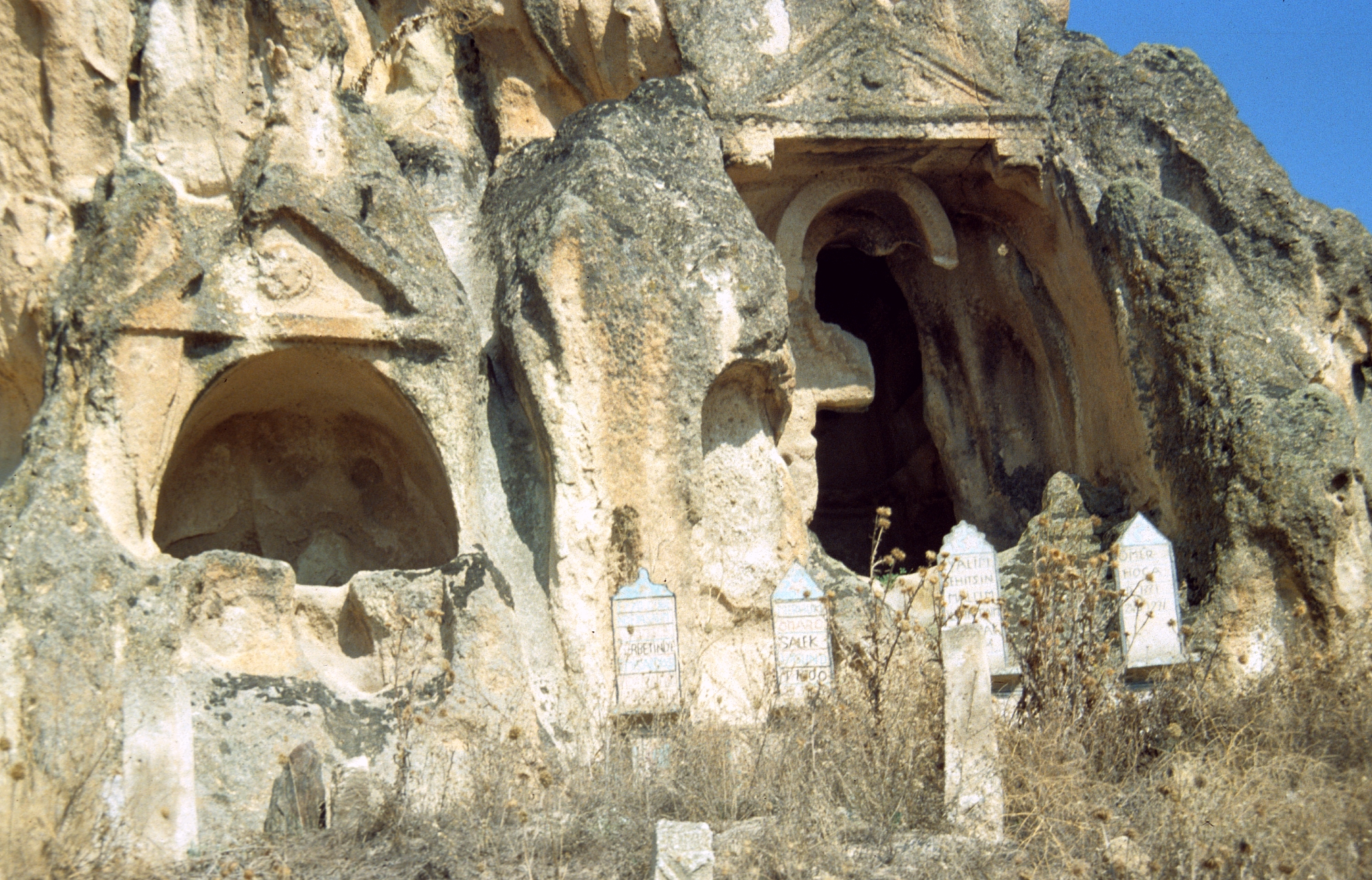
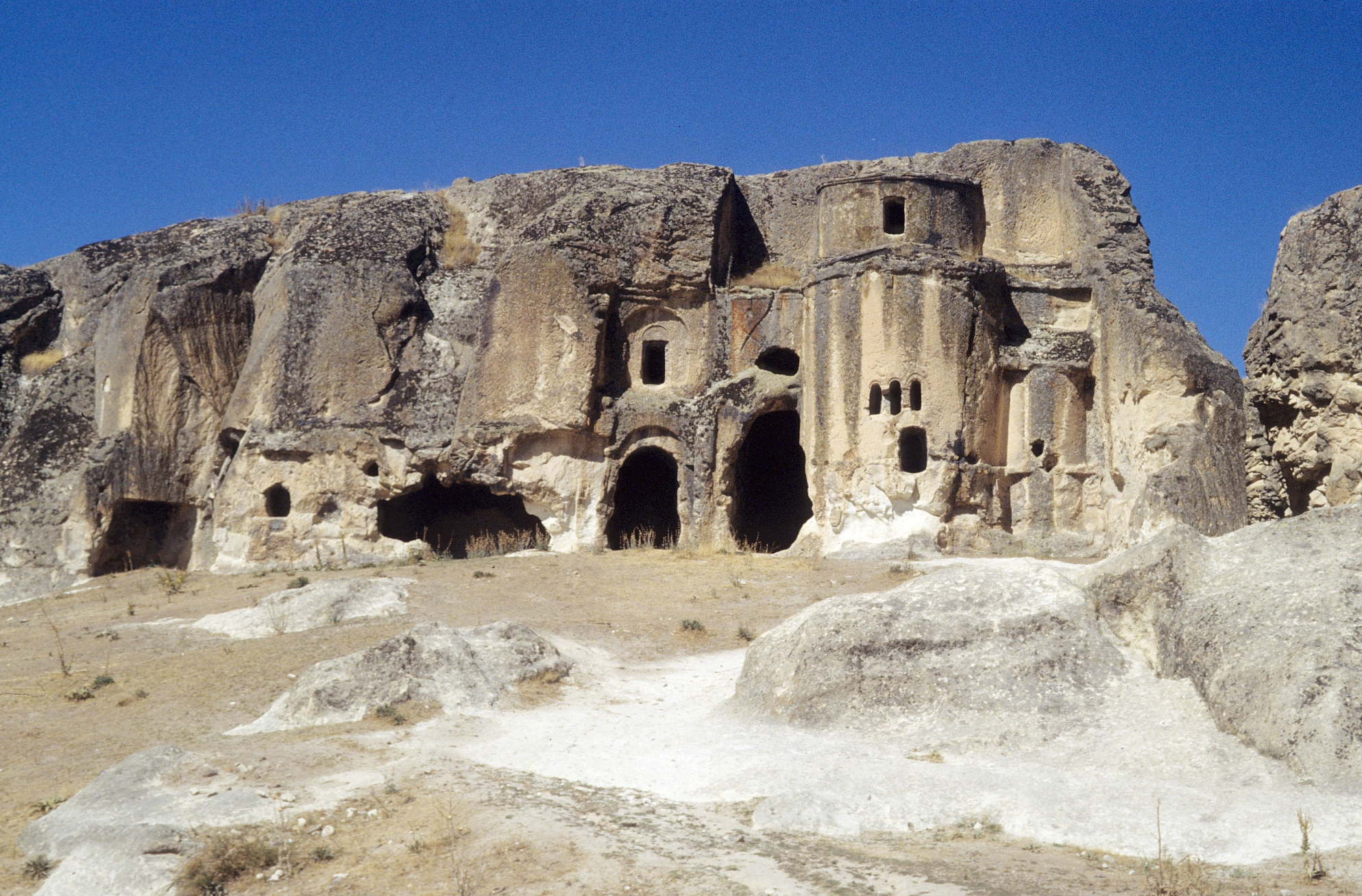
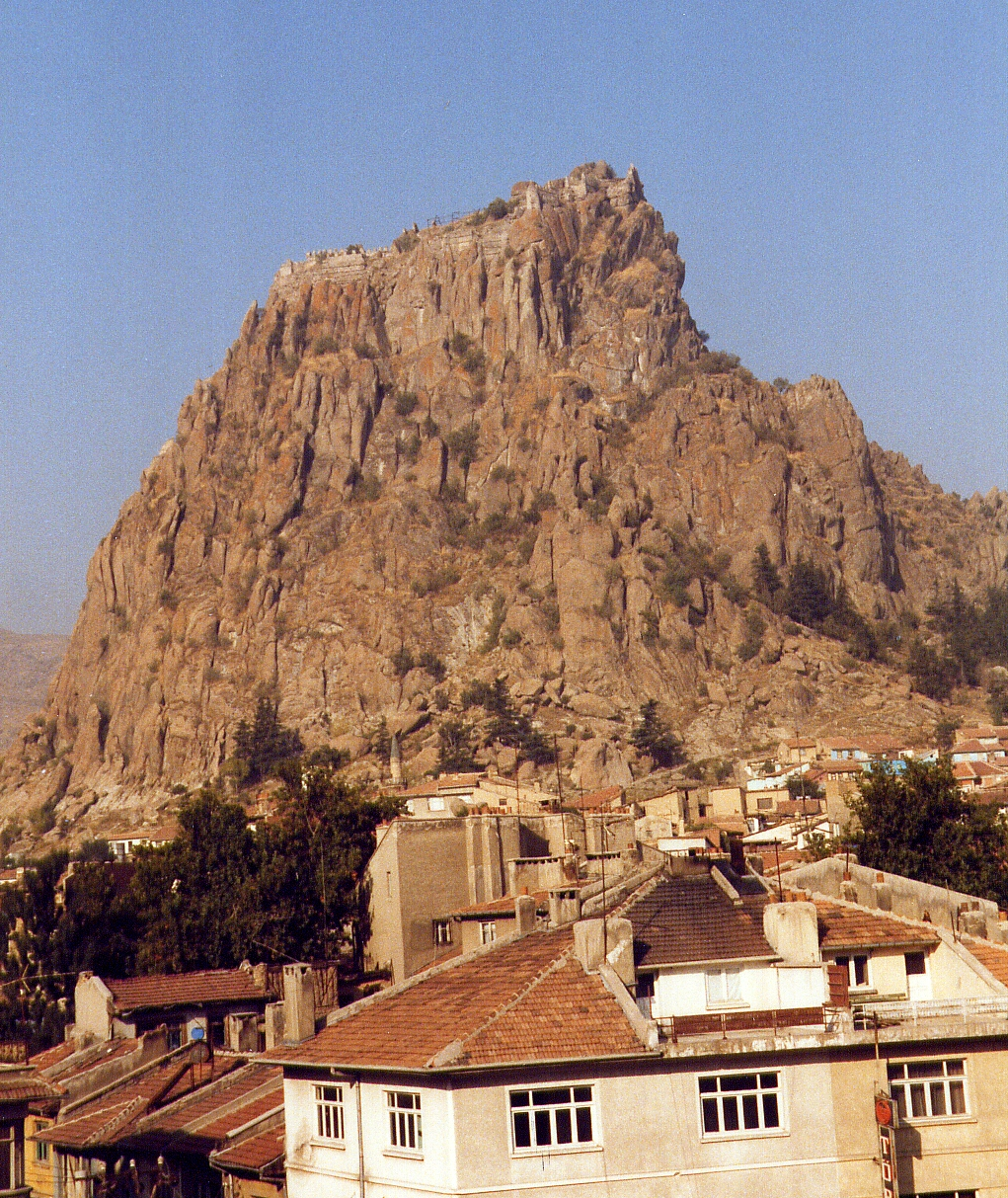
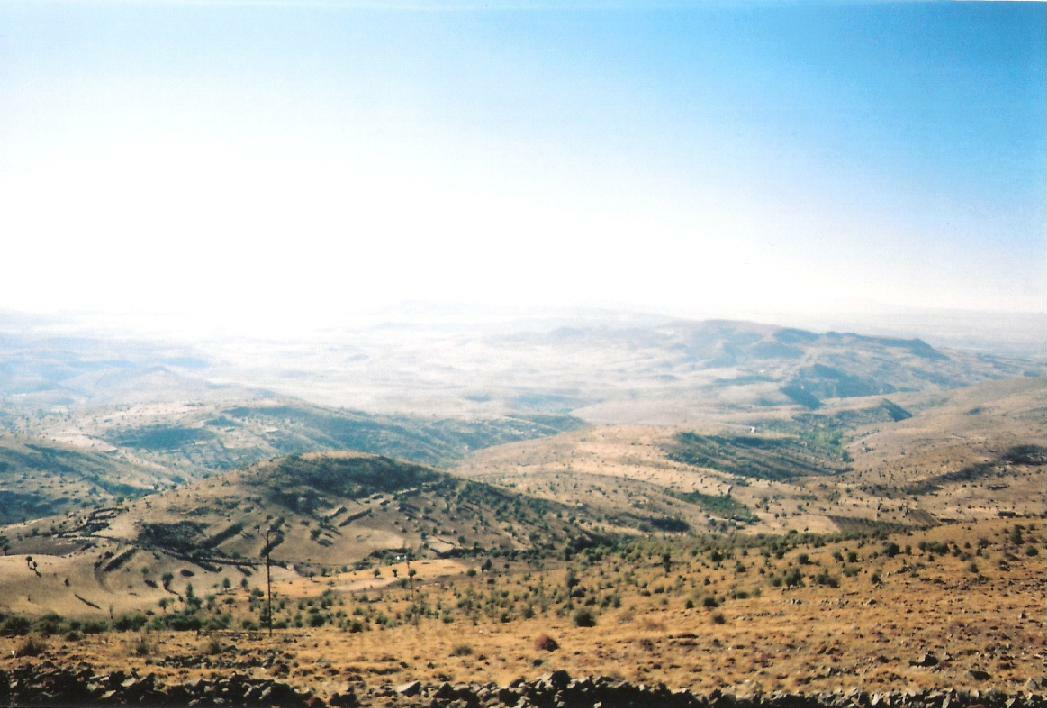